# Дод де ла Брюнери, Гийом
Гийом Дод де ла Брюнери (фр. Guillaume Dode de la Brunerie; 30 апреля 1775 — 30 января 1851) — виконт, маршал Франции, французский военный инженер конца XVIII и 1-й половины XIX века

## Биография
Родился 30 апреля 1775 года в Изере. Военное образование получил в Мезьерском (позднее Мецском) военно-инженерном училище.
Боевая и специальная служба Дода началась при осаде Майнца в 1795 году, где он руководил усилением правого фланга оборонительной позиции французской армии по отступлении её за Квейх. В следующем году он участвовал в укреплении и обороне тет-де-пона у Гюнингена, а в 1797 году — в переправе через Рейн у Дирсгейма.
В 1798 году Дод с дивизией Ренье находился в Египте в армии Бонапарта, где отличился при взятии форта Шамбре на острове Гоце. Затем он последовательно участвовал в наполеоновских кампаниях 1805, 1806, 1807 и последующих годов, причём в 1805 году за отличие был произведён в полковники.
В 1808 году отличился на Пиренейском полуострове при осаде и взятии Сарагосы, за что был в 1809 году произведён в бригадные генералы и получил баронский титул, а в 1810—1811 годах — при осаде Бадахоса, где заведовал всеми осадными работами.
В войну 1812 года Дод находился в Великой Армии начальником инженеров, сначала в корпусе Нея, а потом в корпусе Удино; заведовал укреплением французского лагеря при Полоцке. При отступлении Наполеона из России от Орши к Березине выбирал пункты переправы на Березине и участвовал в переправе через неё корпуса Удино; 5 декабря 1812 года произведён в дивизионные генералы. По отступлении из России, Дод в 1813 году командовал инженерными работами на Эльбе. В 1814 году был начальником инженеров в 11-м корпусе и затем в армии вице-короля Италии.
Отказавшись в 1815 году вступить в армию возвратившегося Наполеона, Дод в следующем году был назначен одним из генерал-инспекторов французской армии по инженерной части.
В 1823 году участие Дода в движении к Мадриду, взятии Трокадеро и осаде и взятии Кадиса было последним в его боевой деятельности, причём он за свои боевые подвиги был назван Великим командором ордена Почётного Легиона, в числе других наград, получил и русский орден св. Александра Невского. Также он был назван пэром Франции и получил титул виконта.
В 1840 году, после смерти также известного французского инженера генерала Ронья, Дод был назначен председателем фортификационного комитета, заведовавшего постройкой укреплений Парижа и, благодаря его исключительной энергии, знаниям и опытности, эти громадные работы были выполнены в небольшой семилетний срок с соблюдением большой экономии. За эту работу Дод 17 сентября 1847 года был произведён в маршалы, явившись вторым после Вобана маршалом во французском инженерном корпусе.
Умер 30 сентября 1851 года. Впоследствии его имя было выбито на Триумфальной арке в Париже.
В военной литературе известно сочинение Дода: «Précis des operations devant Cadix».